# Aurélie Wellenstein
Pour les articles homonymes, voir Wellenstein.
 (septembre 2017).
Œuvres principales
- Mers mortes
- Le Roi des fauves

Aurélie Wellenstein, née en 1980 à Paris, est une écrivaine française, principalement de récits de fantasy, et scénariste de bande-dessinée.

## Biographie
Marquée par la lecture de Croc-Blanc et de L'Appel de la forêt de Jack London, c'est dès l'enfance que lui vient l'envie d'être écrivain. Les animaux occupent une grande place dans ses romans : animal réel ou bien totémique, devenir-animaux, réflexion sur notre relation avec notre soi sauvage...
Après des études littéraires et l'écriture d'un mémoire de lettres modernes dédié au « devenir-cheval de Franck Venaille », elle publie ses premières nouvelles à partir de 2007, dans des revues, des anthologies ou des fanzines.
Son premier roman, Le Cheval et l'Ombre, sort aux éditions Sortilèges en 2013. Ses romans ultérieurs font l'objet de plusieurs sélections et nominations pour des prix littéraires. En 2015, Le Roi des fauves est sélectionné pour le prix révélations des Futuriales, le prix Elbakin.net, le prix Imaginales des Lycéens, le grand prix de l'Imaginaire et Lire en Seine. Il est lauréat du Prix des Halliennales. En 2016, Les Loups chantants est sélectionné pour le grand prix de l'Imaginaire, le Prix Imaginales Jeunesse et le Prix Imaginales des collégiens, ainsi que pour le prix du roman contemporain de la ville de Poitiers. Il obtient le prix Elbakin - meilleur roman de fantasy jeunesse français. En 2017, Chevaux de foudre est également sélectionné pour sept prix et obtient le Prix Escapages 2017 (Catégorie + 12 ans). La Fille de Tchernobyl est lauréat du « Coup de cœur Jeunesse de la ville d'Asnières » 2017.
En 2017, Aurélie Wellenstein est l'auteur « coup de cœur » du festival des Imaginales. Trois ans plus tard, elle obtient le prix Imaginales des bibliothécaires et le PLIB pour Mers mortes . Plusieurs de ses romans publiés initialement chez Scrinéo sont réédités chez Pocket.

## Œuvres

### Romans jeunesse
- Le Cheval et l'Ombre, Sortilèges, 2013  (ISBN 979-10-91228-06-0)
- Chevaux de foudre, Magnard, 2015  (ISBN 978-2-210-96126-5)
- La Fille de Tchernobyl, Magnard, 2016  (ISBN 978-2-210-96250-7)
- Blé noir, Gulf Stream, coll. « Électrogène », 2019  (ISBN 978-2-35488-685-1)
- Série Pirates de l'espace
  1. Pirates de l'espace : Les baleines stellaires, Auzou, 2023  (ISBN 979-1039512251)
  2. Pirates de l'espace : Les chevaux solaires, Auzou, 2023  (ISBN 979-1039533928)
  3. Pirates de l'espace : Le tigre étoilé, Auzou, 2024  (ISBN 979-1039539357)
  4. Pirates de l'espace : Les loups des lunes, Auzou, 2024  (ISBN 979-1039550109)

### SérieL'Épée, la Famine et la Peste
1. L'Épée, la Famine et la Peste - I, Scrineo, 2022  (ISBN 978-2-38167-132-1)Réédition, Pocket, coll. « Imaginaire » no 7362, 2024 (ISBN 978-2-266-34012-0)
2. L'Épée, la Famine et la Peste - II, Scrineo, 2023  (ISBN 978-2-38167-135-2)Réédition, Pocket, coll. « Imaginaire » no 7363, 2024 (ISBN 978-2-266-34013-7)

### Autres romans
- Le Roi des fauves, Scrineo, 2015  (ISBN 978-2-36740-302-1)Réédition, Pocket, coll. « Imaginaire » no 7226, 2017 (ISBN 978-2-266-27312-1)
- Les Loups chantants, Scrineo, 2016  (ISBN 978-2-36740-409-7)Réédition, Pocket, coll. « Imaginaire » no 7230, 2018 (ISBN 978-2-266-27313-8)
- La Mort du temps, Scrineo, 2017  (ISBN 978-2-36740-500-1)Réédition, Pocket, coll. « Imaginaire » no 7267, 2019 (ISBN 978-2-266-29204-7)
- Le Dieu oiseau, Scrineo, 2018  (ISBN 978-2-36740-582-7)Réédition, Pocket, coll. « Imaginaire » no 7284, 2020 (ISBN 978-2-266-29768-4)
- Mers mortes, Scrineo, 2019  (ISBN 978-2-36740-660-2)Réédition, Pocket, coll. « Imaginaire » no 7302, 2021 (ISBN 978-2-266-31086-4)
- Yardam, Scrineo, 2020  (ISBN 978-2-36740-863-7)Réédition, Pocket, coll. « Imaginaire » no 7316, 2022 (ISBN 978-2-266-32241-6)
- Le Désert des couleurs, Scrineo, 2021  (ISBN 978-2-36740-998-6)Réédition, Pocket, coll. « Imaginaire » no 7343, 2023 (ISBN 978-2-266-32699-5)
- La Harpiste des Terres rouges, Fleuve, coll. « Outre Fleuve », 2024, 352 p.  (ISBN 978-2-265-15820-7)Réédition, Pocket, coll. « Imaginaire » no 7403, 2025, 432 p. (ISBN 978-2-266-35405-9)
- La Fille du feu, Fleuve, coll. « Outre Fleuve », 2025, 256 p.  (ISBN 978-2-265-15900-6)

### Bandes dessinées
- La Baleine blanche des mers mortes, Drakoo, 2021, dessins : Olivier Boiscommun  (ISBN 9782490735709)
- Equinox, Drakoo,  dessins : Aurora Gate
  1. Cheval de lune, 2023.  (ISBN 978-2382330678)
  2. Cheval de mer, 2023.  (ISBN 978-2382331033)
  3. Cheval de feu, 2024.  (ISBN 978-2382331842)
  4. Cheval de rêve, 2025.  (ISBN 978-2382332511)
- La Venise des Louves, Drakoo, 2024, dessins : Emanuelle Contarini.  (ISBN 978-2490735181)
- Chevaux de foudre, Drakoo, 2024, (adaptation de son propre roman) dessins : Béatrice Penco Sechi.  (ISBN 978-2382331415)

### Nouvelles
- Tout le monde a droit à la mer, revue Monk, 2007
- Sac d’os, web-revue Univers d’Outremonde, 2007
- Un chemin dans le noir, revue Borderline, 2009
- Impair et Manque, anthologie « le sang et l’or », éditions du petit caveau, 2009
- Le catalyseur, anthologie « Pouvoir et puissance », éditions Sombres rets, 2009
- Cerbère, web-revue perles diaboliques, 2009
- Ferrous Occire, revue AOC, 2009, 1er prix Vision du futur 2010
- Vade Retro Satanas, anthologie, éd. Sombres rets, 2010
- Les Déchets Z, web-revue Univers d’Outremonde, 2010
- Troyenne, webrevue Le chat noir, 2011
- Kenny dans le labyrinthe, revue Borderline, 2011
- Delirium Tremens, Éclats de rêves, 2012
- Sauvages, web-revue Univers d’Outremonde, 2012
- Le gouffre, anthologie « en attendant l’apocalypse », éditions Netscripteurs / Nostradamus, 2012
- L’épouse du kelpie, éditions Sortilèges, 2012
- Jade et le G., revue AOC, 2012
- Blandine et les jags, in Nocturne, les charmes de l’effroi, 2013
- Horl fait sauter la banque, in Le petit peuple », collectif Hydrae, 2013
- Prendre soin du démon, in Le Corps, Éd. Parchemins & Traverses, 2013
- Trash vortex, anthologie, éditions Malpertuis, 2013
- Des profondeurs, anthologie « Le monde de la nuit », éditions Sombres rets, 2013
- Jad à la dérive, in Anthologie, éditions Sombres rets, 2014
- Lacs salés, in Écologies étrangères, Rivière Blanche, 2014
- Maison rouge, in Ferrous Occire, Présence d’esprit, 2014
- Sur son dos, in Ferrous Occire, Présence d’esprit, 2014
- Bucéphale parmi les ombres, éditions Mnemos, 2017
- Petite sœur des fauves, in Nous parlons depuis les ténèbres, éditions Goater, 2023
- Tarbh dans le labyrinthe, Utopiales 2022, ActuSF, pages 59 à 67, 2022